# Amadeu Abril i Abril
Amadeu Abril i Abril (Barcelona, 1961) és un jurista català i internauta promotor del domini .cat. És considerat un dels pioners d'internet.
Es va llicenciar en dret l'any 1985 a la Universitat de Barcelona i va ampliar els seus estudis a l'Institut d'Estudis Europeus de la Universitat Lliure de Brussel·les (Bèlgica), a l'Institut Universitari Europeu de Florència (Itàlia) i a la Universitat de Nancy II (França), on va assolir els diplomes d'Estudis Especialitzats en Dret Europeu i d'Estudis Superiors Europeus, l'any 1987.
Entre 1986 i 1988, va formar part de la Direcció General de la Competència de la Comissió Europea. A finals de la dècada de 1990, va passar a dedicar-se a l'ensenyament universitari i a l'assessoria legal a diverses fundacions i organitzacions com l'empresa registradora de dominis, Nominalia. També va participar en les discussions prèvies a la creació de la ICANN.
L'any 1999 va ser designat membre del Consell (Board of Directors) de la Internet Corporation for Assigned Names and Numbers (ICANN), representant de la Domain Name Supporting Organizations (DNSO). Es considera que la seva experiència en organisme internacionals de la governança d'Internet va fer possible l'èxit del .cat. També treballà per l'Ajuntament de Barcelona en la definició i impuls de les candidatures del .bcn i .barcelona, un procés que va començar el 2008 i també clausurà amb èxit l'estiu de 2013.
Actualment és professor associat (en excedència) al departament de dret públic d'ESADE. També ha estat director del Centre de Documentació Europea, màxim responsable de Projectes de l'INISI (Institutum Iuris & Societatis Informationis) i Director del Màster e Propietat Intel·lectual i Societat de la Informació.
La seva activitat professional la desenvolupa com a Chief Policy Advisor a CORE Association, que presta els serveis de gestió tècnica, operativa i legal a dominis com .cat, .museum, .paris, .swiss, .quebec, .gal, .eus, .scot i d'altres.